# Stonington (Connecticut)
Stonington és una població dels Estats Units a l'estat de Connecticut. Segons el cens del 2008 tenia 18.371 habitants.

## Demografia
Segons el cens del 2000, Stonington tenia 17.906 habitants, 7.665 habitatges, i 4.897 famílies. La densitat de població era de 178,7 habitants/km².
Dels 7.665 habitatges en un 26,2% hi vivien nens de menys de 18 anys, en un 51,9% hi vivien parelles casades, en un 8,9% dones solteres, i en un 36,1% no eren unitats familiars. En el 30% dels habitatges hi vivien persones soles l'11,9% de les quals corresponia a persones de 65 anys o més que vivien soles. El nombre mitjà de persones vivint en cada habitatge era de 2,31 i el nombre mitjà de persones que vivien en cada família era de 2,88.
Per edats la població es repartia de la següent manera: un 21,7% tenia menys de 18 anys, un 5,4% entre 18 i 24, un 28,5% entre 25 i 44, un 27% de 45 a 60 i un 17,5% 65 anys o més.
L'edat mediana era de 42 anys. Per cada 100 dones de 18 o més anys hi havia 92,1 homes.
La renda mediana per habitatge era de 52.437 $ i la renda mediana per família de 63.431 $. Els homes tenien una renda mediana de 45.596 $ mentre que les dones 32.069 $. La renda per capita de la població era de 29.653 $. Aproximadament el 2,9% de les famílies i el 5% de la població estaven per davall del llindar de pobresa.

## Poblacions més properes
El següent diagrama mostra les poblacions més properes.